# 第8步兵師 (德國國防軍)
第8步兵師（德語：8. Infanterie-Division）是威瑪共和國防衛軍陸軍、納粹德國國防軍陸軍的一個步兵師。該師於1934年10月組建。
第二次世界大戰期間，該師參與入侵波蘭、入侵法國行動。1941年6月，該師參與巴巴羅薩行動。同年12月，該師改編為第8輕步兵師（德語：8. leichte Infanterie-Division）。該師一直在東線作戰，期間在1942年7月30日改編為第8獵兵師（德語：8. Jäger-Division）。
該師最後於1945年5月在摩拉維亞向苏联红军投降。

## 人物
- 沃纳·豪普特（1923–2005），图书馆员和非小说类作家，曾在第8步兵師服役
- 海因茨-埃伯哈德·奥皮茨（1912-1997），德国联邦国防军预备役中校，慕尼黑第一地区法院主审法官，曾在第8步兵師服役
- 爱德华·弗赖赫尔·冯·伯姆-埃尔莫利（1856-1941），元帅，1940年10月31日起成为第8步兵師第28步兵团团长
- 蒋纬国（1916-1997）， 1939年夏天军校毕业后被分配到第8步兵師

## 師團編制[2]
| 師團番號    | 師團駐地  | 步兵團番號 | 炮兵團番號  | 偵查營番號 | 反坦克營番號 | 工程營番號 | 通訊營番號 |
| 第8步兵師   |           |            |             |            |              |            |            |
| 基森        |           |            |             |            |              |            |            |
| 第36步兵團  | 第9炮兵團 | 第9偵搜營  | 第9反坦克營 | 第9工程營  | 第9通訊營    |            |            |
| 第57步兵團  | 第9炮兵團 | 第9偵搜營  | 第9反坦克營 | 第9工程營  | 第9通訊營    |            |            |
| 第116步兵團 | 第9炮兵團 | 第9偵搜營  | 第9反坦克營 | 第9工程營  | 第9通訊營    |            |            |

## 註腳
1. ↑  Mitcham（2007年）
2. ↑  Mitcham, Samuel W., Jr.p.47.